# Крушовиця (Плевенська область)
Кру́шовиця (болг. Крушовица) — село в Плевенській області Болгарії. Входить до складу общини Долішній Дибник.

## Населення
За даними перепису населення 2011 року у селі проживала 1451 особа.
Національний склад населення села:
| Національність   | Кількість осіб | Відсоток |
| ---------------- | -------------- | -------- |
| болгари          | 1036           | 82,2%    |
| турки            | 175            | 13,9%    |
| цигани           | 5              | 0,4%     |
| інша             | 3              | 0,2%     |
| не визначились   | 41             | 3,3%     |
| Всього відповіли | 1260           |          |

Розподіл населення за віком у 2011 році:
Динаміка населення: